# 掰掰 (單曲)
《掰掰》是大塚愛第19張單曲，是大塚愛首次的重發單曲，由專輯《LOVE LETTER》中取出。將由艾迴於2009年2月25日於日本發行。
同時該曲為Asahi Slat低熱量啤酒廣告曲。

## 收錄曲目
- CD

1. 掰掰 (04:26)
第五張專輯《LOVE LETTER》收錄曲。
Asahi Slat低熱量啤酒廣告曲。
2. 掰掰（演奏版）(04:26)

- DVD

1. 掰掰 Music Clip